# Svart sabbat
Svart sabbat (originaltitel: The Burning Court) är en berömd deckare av den amerikanske deckarförfattaren John Dickson Carr (1906-1977) som publicerades 1937. I Sverige utgavs den både 1947 och 1963 i Delfinserien på förlaget Aldus/Bonniers i översättning av Rolf Wiesler.

## Handling
Förlagsredaktören Ed Stevens är på väg till sitt lantställe utanför Philadelphia och studerar på tåget ett manuskript om gamla mord. Till sin förvåning noterar han likheten mellan sin hustru Marie och en kvinna som giljotinerats för mord år 1861, vars fotografi finns fogat till manuskriptet. Hans granne Mark Despards gamle farbror har nyligen avlidit av vad som verkar vara naturliga orsaker. 
Medan Stevens ännu funderar över fotot på den avrättade kvinnan får han besök av Mark Despard och dennes vän, Dr Partington. Despard hävdar att farbrodern med all säkerhet har blivit förgiftad och att hushållerskan dessutom sett en kvinna inne i rummet hos den gamle, en kvinna som tycktes gå genom en igenmurad dörr! 
Despard får Stevens att assistera honom och Partington med att öppna farbroderns kista varvid man gör en skakande upptäckt. Samtidigt tycks Stevens hustru dras in i dramat och det hela har även kopplingar i övernaturlig riktning. Mitt i allt detta anländer författaren Cross, mannen som skrivit det manus Stevens studerat. Kan denne brottsexpert kanske kasta något ljus på den komplicerade mordgåtan? 